# Alexander Sergejewitsch Sarudny

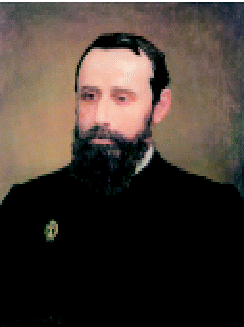
Alexander Sergejewitsch Sarudny

Alexander Sergejewitsch Sarudny (russisch Александр Сергеевич Зарудный; * 19. Augustjul. / 31. August 1863greg. in Zarskoje Selo (Zarendorf); † 30. November 1934 in Leningrad) war ein russischer Advokat und Politiker. Im Sommer 1917 war er in der Provisorischen Regierung unter Kerenski kurzzeitig Justizminister.

## Leben
1885 absolvierte Alexander Sarudny die Sankt Petersburger Imperatorskoje utschilischtsche prawowedenija (Kaiserliche Lehranstalt für Rechtswissenschaft) und fand eine Stelle im  Sekretariat des Sankt Petersburger Bezirksgerichts.
1887 wurde Alexanders Bruder Sergei für drei Jahre nach Sibirien verbannt. Ihm war die Beteiligung an einem Attentatsversuch auf Alexander III. vorgeworfen worden. In der gemeinsamen Wohnung waren belastende Schriften gefunden worden. Alexander war, ebenso wie sein Bruder, verhaftet worden, doch bereits nach einer Woche wegen Mangels an Beweisen aus der Untersuchungshaft freigekommen.
Nach einem etwa einjährigen Auslandsaufenthalt war Alexander Sarudny 1888 bis 1891 im russischen Justizministerium angestellt. Der Dienst führte ihn ab 1891 in die Staatsanwaltschaften einiger Gouvernements. So lernte er die Rechtspflege in Krementschuk, Poltawa und Petrosawodsk kennen. 1895 bis 1900 war er am Bezirksgericht von Sankt Petersburg stellvertretender Staatsanwalt. Sein anschließender Dienst – wiederum im russischen Justizministerium – brachte ihm bis zum Jahr 1902 den Titel Staatsrat und zwei Orden ein.
Als Anwalt in der Sankt Petersburger Advokatenkammer übernahm er ab 1902 die Verteidigung von russischen Gegnern der Monarchie – zum Beispiel
- 1904 im Prozess gegen die Romanowzy[A 2],
- 1905 im Prozess gegen die terroristische Kampforganisation der Sozialrevolutionäre (Sozialrevolutionäre),
- 1906 im Prozess gegen Leutnant Schmidt und andere Teilnehmer am bewaffneten Aufstand innerhalb der Kaiserlichen Schwarzmeerflotte 1905 in Sewastopol und
- wirkte 1913 als Verteidiger in der Beilis-Affäre mit.

Im März 1917 wurde er Stellvertreter des Justizministers, trat jedoch im Juni von dem Posten zurück. Fortan half er seinem Freund Kerenski in einer Expertengruppe bei den Vorbereitungen zur Machtübernahme, wurde dafür im August mit dem Posten des Justizministers belohnt und trat aber bereits nach einem Monat zurück.
Später dann in der Sowjetunion war Alexander Sarudny politisch inaktiv. In der am 21. März 1921 von Felix Dserschinski gegründeten Gesellschaft für ehemalige politische Gefangene und Exilanten arbeitete er mit; verteidigte in Strafsachen. Er lehrte auf seinem Fachgebiet und unternahm Vortragsreisen zu rechtlichen Themen durchs Inland. Alexander Sarudnys Antrag auf Pensionierung wurde 1933 entsprochen.

## Familie
- Der Vater, Geheimrat und Senator Sergei Iwanowitsch Sarudny (1821–1887), verheiratet mit Soja Alexandrowna Sarudnaja, war als Jurist einer der Köpfe der Justizreform Alexander II. im Jahr 1864.
- Die Schwester Jekaterina Sergejewna Sarudnaja-Kawos (1861–1917) war eine Künstlerin (Grafikerin).

## Ehrung
1900–1902:
- Sankt-Stanislaus-Orden II. Klasse
- Russischer Orden der Heiligen Anna III. Klasse